# ماکان دیوماسی
ماکان دیوماسی (فرانسوی: Makan Dioumassi‎؛ زادهٔ ۲۱ ژوئیهٔ ۱۹۷۲) بازیکن بسکتبال اهل فرانسه بود.
وی در مسابقات کشوری و بین‌المللی در مجموع برندهٔ ۱ مدال نقره شده‌است.